# 베트남-일본 관계
일본과 베트남의 관계는 최소한 16세기까지 거슬러 올라가는데, 그때 두 나라는 상호 우호적인 교역을 하였다. 제2차 세계 대전 시에 일본은 베트남을 무력으로 점령하기도 하였다. 현재, 양국의 관계는 베트남의 경제 발전과 일본의 투자자, 원조자로서의 역할에 기초하고 있다.

## 외교사

에도 시대 일본 주인선은 나가사끼에서 안남까지 항해

### 8세기 ~ 17세기의 교역
서기 734년 견당사 판관인 헤구리노 히로나리(平群広成)가 귀국하는 도중, 난파되어 곤륜국(崑崙国)에 표류하여 억류되었다. 후에 부근에 도읍이 있던 참파였다고 생각된다. 히로나리는 그 후, 중국으로 탈출하여 발해를 거쳐 귀국하였다. 753년에는 견당사 후지와라노 기요카와(藤原清河)와 아베노 나카마로가 안남의 빈 부근에 표착하였다. 동중국해에서 남중국해로 남하하는 해류의 영향으로 이러한 표류 루트가 존재하였던 것으로 보인다. 이것을 인연으로 아베노 나카마로는 761년부터 767년까지 진남도호부 안남절도사(鎮南都護 安南節度使) 로서 하노이의 안남도호부에서 재임하였다.
14세기부터 15세기까지에 걸쳐 교역국가로서 영화를 누렸던 류큐 왕국은 참파와도 우호통상을 하였다. 17세기에 와서는 주인선이 베트남 방면으로 진출하여, 에도 막부와 북베트남의 대월 후 레 왕조와 남베트남의 응우옌 왕조와도 외교문서를 교환하고, 출인선이 줄입하였다. 호이안에는 일본인 마을도 형성되어 있었다. 주인선은 또한 남으로도 진출하였던 참파에서도 당선(중국 배)과 만나 교역을 했다. 베트남의 통화의 명칭인 동은 베트남의 주요 통화였던 동전을 의미하는 베트남어 "동티엔"에서 유래한다. 일본의 동전 간에츠호(寛永通宝)는 그 소재의 양호함으로, 동남아시아의 통화 중 하나로서 유통되어, 국제 거래의 결제에 사용되었다.

### 일본의 점령

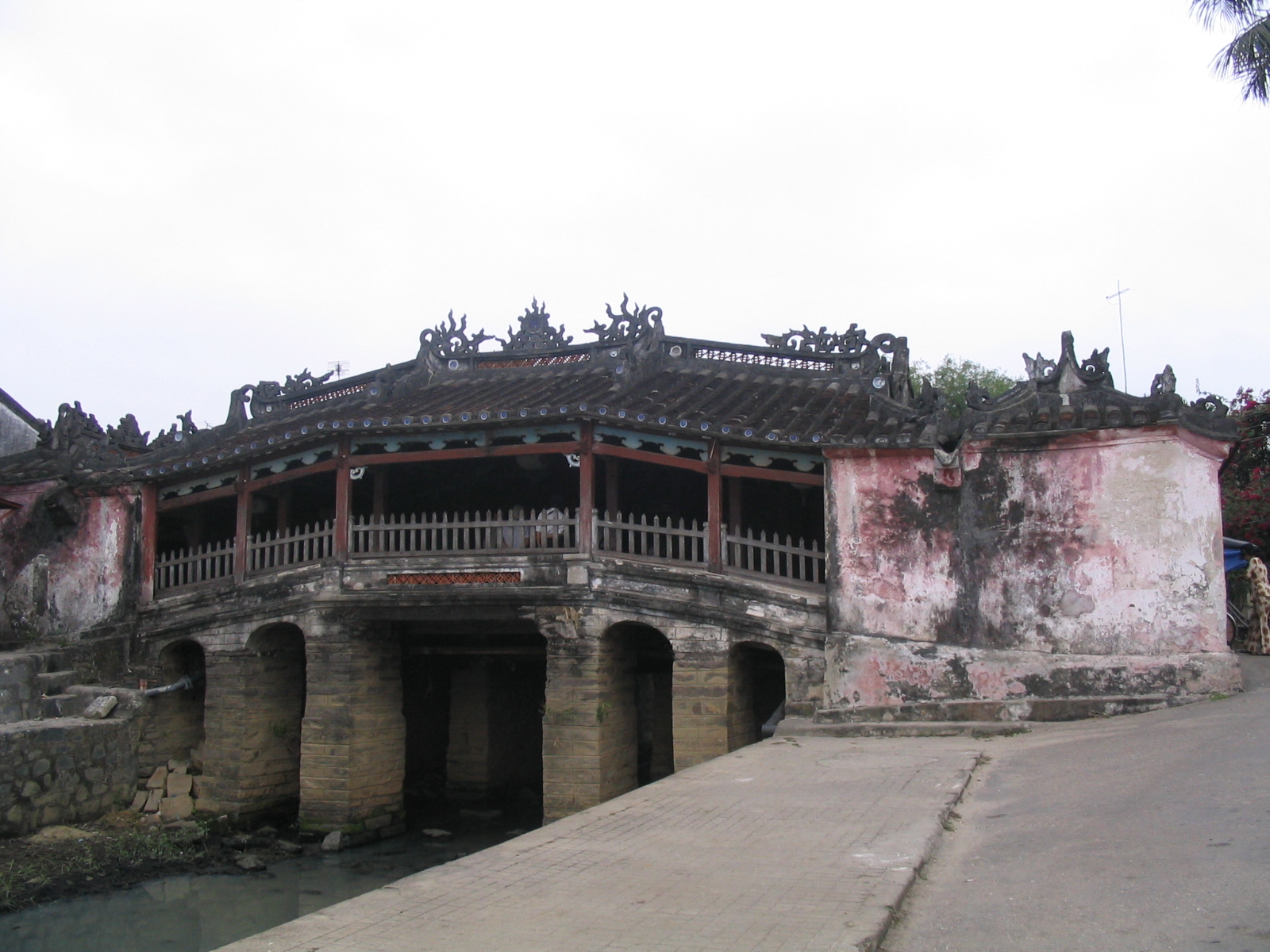
호이안 래원교

중일전쟁(1937년~1945년)이 격화되면서, 일본 제국 육군은 베트남으로부터 국민당 정부로의 물자수송로를 차단하기 위하여 프랑스령 인도차이나의 북부에 진주할 필요성이 대두되었다. 제2차 세계 대전의 유럽 전선에서는 1940년 프랑스가 독일에 무릎을 꿇었고, 독일 점령하의 프랑스, 비시 정권이 임명한 장 드쿠 장군의 프랑스령 인도차이나 정부는 일본과 협력하여 일본군의 베트남 주둔을 허용하는 조약에 서명하여 1940년에 일본군은 베트남 북부에 진출하고, 1941년은 베트남 남부에도 진주하였다. 응우옌 왕조의 바오다이 황제는 프랑스와 적대하는 일본군에 협력했다. 일본군은 태평양전쟁 말기부터 인도차이나 식민지 정부와 공존하였다. 그 후, 일본군은 1945년 3월에 쿠데타에 의하여 프랑스의 식민지정부를 해체하고, 베트남을 명목적으로 독립시켰다.(→응우옌 왕조·베트남 제국)
전쟁 종결후에 생긴 권력의 공백은 베트남독립동맹에 유리하게 작용하였다. 또한 주둔 기간의 대부분에 있어서 프랑스의 동맹국 군으로서 식민지 정부에 가담하였던 것은, 결국에는 일본도 프랑스와 마찬가지로 제국주의 국가에 지나지 않는다는 인상을 준 것이 되었다.
제2차세계대전 말기인 1945년에, 통킹을 중심으로 베트남 북부에는 대기근이 일어나, 대량의 아사자가 발생하였다. 아사자는 추계 200만명에 가까웠다. 호찌민은 독립선언문에서, 프랑스, 일본의 2중지배에 의하여 200만명이 아사하였다고 연설하여, 베트남 국내에서는 이 200만명이라는 숫자가 널리 알려져 있다. 어쨋든 이 건에 대하여, 일본에 대하여 베트남 정부는 외교문제로서 거론한 바는 없다. 보다 많은 베트남인이 그 후의 제1차 인도차이나 전쟁, 베트남 전쟁으로 이것을 잊었기 때문이라고 생각되고 있다.
전후, 프랑스가 다시 진주하였고, 프랑스군과 베트남 민주공화국 군 간의 전쟁(제1차 인도차이나 전쟁)이 개시되었는데, 프랑스-베트남 양군에 일본군 병사가 다수 참가하였다.당시, 베트남에는 766명의 일본군이 머물렀는데 1954년의 〈제네바 협정〉 성립까지는 47명이 병사하거나 전사하였다. 그 와중에, 육군사관학교를 창설하여, 약 200명의 베트민 장교를 양성한 것도 있고, 1986년에는 8명의 옛 일본병사가 베트남 정부로부터 표창을 받았다. 〈제네바 협정〉에 의하여 150명이 일본에 귀국하였으나, 그 외에는 베트남에 계속 머무르는 상황이었다. 베트남 전쟁 당시에는 일본이 가능한 빠른 시일에 협상을 마무리하려는 시도를 끊임없이 하였다.

### 전후 일본의 지원
1951년에 일본정부는 남베트남과 평화조약을 체결하여, 1959년에는 당시 기시 노부스케 총리가 베트남공화국 정부와 140억4천만엔의 전쟁보상을 지불하는 데 합의하였다. 한편, 베트남민주공화국(북베트남)은 전쟁배상의 청구권을 유보하였고, 1973년의 외교관계가 성립될 때까지 일본과 북베트남은 국교가 없는 상황이 계속되었다.
1991년 10월 23일, 캄보디아의 정당들, 인도네시아(프랑스와 공동 의장국), 다섯개의 UN안보리 상임이사국이 참석한 "캄보디아에 관한 파리 국제 회의"의 최종 서명에 뒤이어, 일본은 캄보디아와 베트남에 대한 경제 제한을 종결하고 즉각적으로 외교 관계를 수립하였다. 1992년 11월, 일본은 베트남에게 3억7천만 달러의 경제원조를 제공하였다.
일본공산당과 전일본교직원노조는 1993년부터 후에에서 스트리트 칠드런(street children)의 보육, 교육시설 "베트남 아이들의 집"을 운영하고 있다. 고야먀 미찌오(小山道夫) 노조 위원회 회장 자신은 일본공산당이나, 일본사회당계(현 민주당 및 사회민주당)의 활동가, 정치가와 친하여, 1994년 6월 30일부터 1997년 11월 7일의 자민당, 사민당 연립정권하에 있어서, 후에성 지사 고문으로서 다수의 일본 정부개발원조 사업을 후에에 도입하는 것에 성공하여, 그 지방의 신뢰를 얻었다. 그가 지원하는 "베트남 아이의 집을 후원하는 모임"의 활동도 활발하여, 일본민주청년동맹, 혁신자치체의 청년, 학생 조직 및 피스 보트(peace boat)와 교류를 행하고 있다.

### 21세기

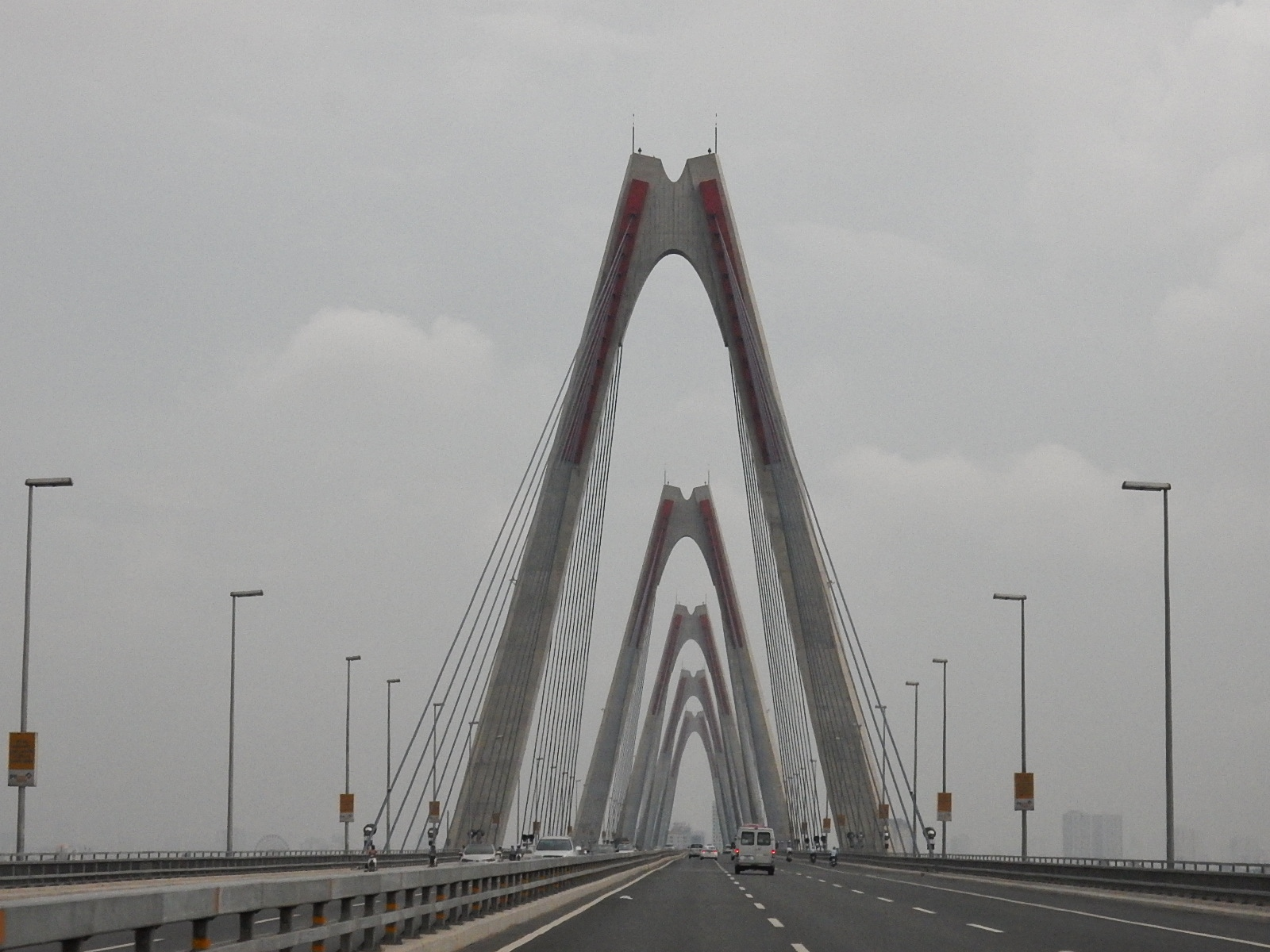
하노이의 녓떤 대교, 일본 국제협력기구 ODA

최근, 일본기업의 베트남 진출이 잇다르고 있는데, 이 요인으로서 중국의 절반 내지 3분의 1에 불과한 임금, AFTA(ASEAN자유무역지역)의 진출과 함께 ASEAN 역내의 수출 확대가 예견되는 점, 더욱이 중국 일변도의 리스크 회피 등을 들 수 있다.
일본-베트남 양국의 관계는 "느슨한 동맹관계"라고 평가되고 있다. 판반카이 전 총리는 친일, 지일(知日)이라고 알려져 있고, 또한 일본정부와 일본경제단체연합회도 적극적으로 경제원조를 하고 있다. 응우옌떤중 총리는 친중파로 일본에 대한 관심이 적다고 일부 보도는 전하고 있고, 금후의 양국 관계를 염려하는 사람도 있으나, 2007년 11월에는 응우옌민찌엣 국가 주석이 국빈 자격으로 처음으로 일본에 초대되어 아키히토 천황, 황후와 간담 하고, 일본경제인단체연합회와도 회합하였다.
나루히토 천황이 황태자인 시절인 2008년 9월 20일에 일본-베트남 국교 35주년 기념 이벤트였던 "베트남 페스티벌 2008" 개회식에 참석하였다. 이듬해인 2009년 2월에는 하노이, 다낭, 호이안, 호찌민시와 베트남 각지를 종단하여 방문하고, 아키히토 상황이 황태자였던 1976년에 남부의 껀터강 지류에서 신종 망둑어아목을 발견했음을 밝혀주는 학술논문을 하노이 자연과학 대학에 기증하였다. 또한, "일본-메콩 교류의 해 2009"에서는 베트남의 궁중무와 민속무용을 관람하였다.
또한, 정부 개발 원조(ODA)는 일본이 최대의 지원국이다. 2006년에는 8억3560만 달러를 지원하였고, 2007년에는 6.5% 상승한 8억9천만 달러를 지원하였다. 그리고, , 일본의 정부 개발 원조에 의하여 떤썬녓 국제공항과 껀터 대교, 하이반 터널 등의 기간 인프라를 건설, 지원하고 있다. 2007년 2월 27일에는 베트남을 남북으로 종단하는 고속철도의 건설을 위한 양국 간의 공동위원회가 설치되었다. 위원회에는 일본측에서 일본 국제협력기구(JICA), 일본 국제협력은행(JBIC), 일본 무역진흥기구(JETRO)가, 베트남측에서는 투자계획성, 운수성, 베트남 국철이 참석하였다. 일본이 베트남과 협력하여 베트남의 법제를 정비하고 법률가 양성시스템을 선진국형으로 구축하여 지원한 사업은 현재까지 대단히 성공적인 것으로 평가된다.
2006년 8억 3560만 달러였던 것에 비해 2007년에는 6.5% 증가한 8억 9000만 달러의 원조를 새롭게 약속했다. 베트남과 일본은 중국의 희토류의 공급 독점에 대항하기 위해 연구를 위한 거점을 개설했다. 이러한 소재는 컴퓨터나 TV, 터빈 등 수 많은 현재의 과학 기술에 있어서 필수적인 것이다. 2010년 일본과 베트남은 광산 개발에 협력하기로 합의 문서에 서명했다. 베트남 희토류 매장량 세계 10위 안에 있다고 추정되고 있다. 현재 양국은 공동으로 희토류 채굴에서 분리, 일본의 수송에 이르기까지의 과정에 관한 연구 거점을 개설하고 있다. 2011년 일본의 ODA는 17억 6000만 달러로 2위인 한국의 4억 1200만 달러에 비해 4배 이상이었다. 또한 2012년 일본의 베트남에 대한 원조는 19억 달러로 증액되었다.

### 주요 시설
- 탄손나트 국제공항 (호찌민시)
- 녓떤 대교 (하노이)
- 껀터 대교 (껀터)
- 하이반 터널 (다낭)
  - 다낭항 개선 사업
- 닌투언 제2원자력 발전소(2016년 건설 계획 중지 결정)[8]
- 타이빈 제1 열병합 발전소 (2018)[9]
- 락후옌항[10]

## 대사관 및 영사관

### 베트남
- 하노이 (대사관)
- 호찌민시 (영사관)
- 다낭 (영사관) : 2020년 1월 6일 설립

### 일본
- 도쿄 (대사관)
- 오사카 (영사관)
- 후쿠오카 (영사관)